# Dead Reckoning (Threshold)
Dead Reckoning è l'ottavo album del gruppo progressive metal inglese Threshold.

## Tracce
1. Slipstream 	(4.53)
2. This Is Your Life 	(3.41)
3. Elusive 	(6.10)
4. Hollow 	(4.00)
5. Pilot In The Sky Of Dreams   	(9.44)
6. Fighting For Breath 	(8.16)
7. Disappear 	(4.17)
8. Safe To Fly 	(5.06)
9. One Degree Down 	(8.33)
10. Supermassive Black Hole *	(3.09)

* Cover dei Muse, bonus track per la special edition in digipack.

## Formazione
- Andrew "Mac" McDermott: voce
- Karl Groom: chitarra
- Steve Anderson: basso
- Richard West: tastiere
- Johanne James: batteria

* voce aggiuntiva sulle tracce 1&3: Dan Swanö